# Ousmane Bougouma
Pour les articles homonymes, voir Bougouma.
Ousmane Bougouma est un juriste, universitaire et homme politique burkinabé né le 31 décembre 1981. Député du Plateau-Central depuis mars 2022, il est président de l'Assemblée législative de transition (ALT) du Burkina Faso depuis novembre 2022.

## Biographie

### Jeunesse et famille
Ousmane Bougouma naît le 31 décembre 1981 dans la région du Plateau-Central,. Membre de la famille royale de Matté (Ziniaré), son père était chef de village, ce qui fait de lui un prince héritier. Sa mère, quant à elle, est originaire du village de Betta (Ziniaré).
C'est pendant ses études au lycée provincial Bassy de Ziniaré qu'il se prend de passion pour le droit, après avoir assisté à un procès au tribunal. Il fait donc ses études supérieures dans ce domaine, obtenant en 2006 un certificat en droit privé de l'université de Genève (Suisse). Il rejoint ensuite l'université de Rouen (France) où il obtient un master en droit international et européen (2008), puis un doctorat en droit privé (2013),.

### Carrière universitaire
Ousmane Bougouma devient maître-assistant en droit privé au sein de l'université Thomas-Sankara à partir de 2014,. Il enseigne également dans plusieurs autres institutions du Burkina, dont l'université Saint-Thomas-d'Aquin, l'université Saint Dominique d'Afrique de l'Ouest (USDAO) ou encore l'université Aube Nouvelle.
En février 2016, il devient le conseiller juridique du président de l'université Joseph Ki-Zerbo. Puis, de juin 2020 à 2022, il devient administrateur de l’École nationale d’administration et de magistrature (Enam).

### Carrière politique
Rapidement après le coup d'État de janvier 2022 et l'arrivée au pouvoir de Paul-Henri Sandaogo Damiba, Ousmane Bougouma affiche publiquement son soutien aux putschistes.
À partir du 22 mars 2022, il devient député au sein de l'Assemblée législative de transition (ALT), ayant été choisi par les notables du Plateau-Central pour représenter leur région. Il est alors mis à la tête de la Commission des affaires générales, institutionnelles et des droits humains (CAGIDH), un poste-clé au sein de l'ALT qui lui permet de statuer sur des questions constitutionnelles et judiciaires, ce qui confère à Ousmane Bougouma une certaine influence politique.
Après le coup d'État de septembre 2022, il est reconduit à son poste de député. Le 11 novembre, il est élu président de l'Assemblée législative de transition (ALT) avec 65 voix sur 67, remplaçant à ce poste Aboubacar Toguyeni,.

## Engagements associatifs
Impliqué dans la vie associative locale, il est membre du conseil d’administration de l'Association LEKMA, qui scolarise les orphelins du Burkina. Il est également actif au sein de l’Association pour la solidarité et le développement humain de Ziniaré, dont il est chargé des relations extérieures.

## Vie personnelle
Ousmane Bougouma est marié et père de 4 enfants.
Polyglotte, il parle français, anglais, allemand et mooré.